# Defender (datorspel 2002)
Defender: For All Mankind (Nordamerika släppts spelet som Defender) är ett shoot-up-datorspel som utvecklats  för PlayStation 2 i oktober 2002. Senare överfördes till Nintendo Gamecube och Xbox följande månad. Det är ett remake av spelet från 1981 med samma namn. Med tredimensionell (3D) grafik utspelare sig spelet på flera planeter och månar i vårt solsystem där spelaren måste besegra vågor av invaderande utomjordingar samtidigt som de skyddar astronauterna.

### Fotnoter
1. ↑  Gerstmann, Jeff (31 oktober 2002). ”Defender Review” (på amerikansk engelska). GameSpot. https://www.gamespot.com/reviews/defender-review/1900-2896357/. Läst 31 juli 2018.
2. ↑  Roper, Chris (27 november 2002). ”Defender” (på amerikansk engelska). IGN. http://www.ign.com/articles/2002/11/27/defender?page=3. Läst 31 juli 2018.